# 1400 год в литературе

## Книги
- «Morte Arthure» — среднеанглийская поэма из 4346 строк, пересказывающая последнюю часть легенды о короле Артуре. Датируется примерно 1400 годом, сохранилась в единственном экземпляре в рукописи начала XV века, которая сейчас находится в библиотеке Линкольнского собора (Англия).
- Стихи «Шуньясампадане» на языке каннада, содержащие толкования и диалоги нескольких лингаятских святых.

## Родились

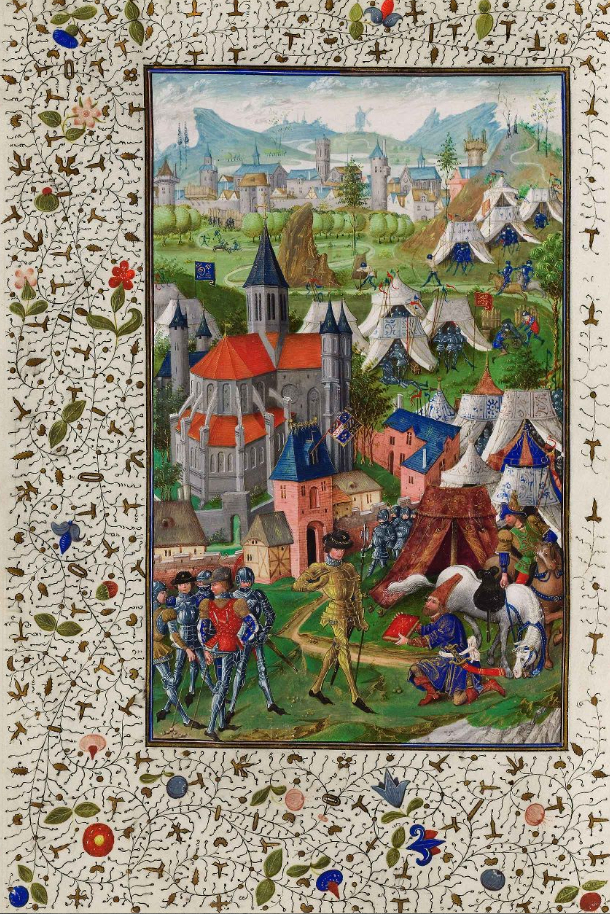
Иллюстрация из книги «Заморские приключения» Бертрандона де ла Брокьера

- Георгий Амируци, византийский государственный деятель, философ, писатель.
- Бертрандон де ла Брокьер, бургундский путешественник, подробно описавший в своей книге «Заморские приключения», или «Путешествие в Утремер» («Le Voyage d’Outre-Mer») политическую ситуацию и этнографические обычаи различных народов и регионов.
- Жан де Ваврен, бургундский историк и библиофил, автор «Собрания староанглийских хроник».
- Уильям Грегори, английский хронист, летописец Столетней войны и начала войны Алой и Белой розы, предполагаемый автор «Хроники Грегори» (англ. Gregory’s Chronicle).
- Дука, греческий историк, автор «Византийской истории», описывающей последний этап существования ромейского государства и завоевание его османами.
- Жан Мансель, бургундский историограф, переводчик и компилятор, автор выполненных для бургундского двора переложений на среднефранцузский язык исторических хроник, поэтических, прозаических и богословских сочинений.
- Аузиас Марк, каталонский (валенсийский) поэт.
- Гийом Кузино де Монтрейль, французский историк, автор «Хроники Девы» (фр. Chronique de la Pucelle), посвящённой Жанне д’Арк.
- Якуб Паркошовиц, польский языковед и автор первого трактата о польской орфографии.
- Ганс Розенблют, немецкий поэт.
- Тит Ливий Фруловези, итальянский поэт, историк и гуманист, автор «Жизни Генриха V» (лат. Vita Henrici Quinti).
- Ноэль де Фрибуа, французский хронист, автор «Свода французских летописей», или «Сокращения французских хроник» (фр. Abregé des croniques de France), один из летописцев Столетней войны.
- Ганс Фрюнд, швейцарский хронист, автор «Хроники Старой Цюрихской войны».
- Иоганн Фуст, один из первых немецких книгопечатников, типограф.
- Джунайд Ширази, персидский писатель.
- Альфонсо де Эспина, испанский генерал ордена францисканцев, автор сочинения на латинском языке «Оплот веры» («Fortalitium fidei»).

## Умерли
- 17 июня — Ян II из Енштейна, чешский архиепископ Праги, поэт, писатель.
- 25 октября — Джефри Чосер, средневековый английский поэт, «отец английской поэзии». Один из основоположников английской национальной литературы и литературного английского языка.
- 25 ноября — Жан Д’Утремёз, франкоязычный нидерландский хронист, поэт, автор «Зерцала историй» (фр. Le Miroir des Histoires, Ly myreur des histors), «Льежских деяний» (фр. La Geste de Liège) и др. сочинений.
- Франко Саккетти, итальянский поэт и писатель.
- Ричард Сайренчестерский, английский хронист, автор «Исторического зерцала деяний королей Англии» (лат. Speculum Historiale de Gestis Regum Angliae).
- Камол Худжанди, персидский поэт-мистик.
- Леопольд Штайнройтер, австрийский хронист, предполагаемый автор «Австрийской хроники 95 правителей» (нем. Österreichische Chronik von den 95 Herrschaften)